# Luci Estertini (governador)
Luci Estertini (en llatí Lucius Stertinius) va ser un magistrat romà dels segles III i II aC.
Va ser enviat amb títol de procònsol a la Hispània Ulterior l'any 199 aC i va restar tres anys a la província. Va retornar a Roma el 196 aC i va dipositar al tresor una gran quantitat de plata i del botí aconseguit va dedicar dos arcs al Forum Boiarum i un al Circ Màxim on va col·locar algunes estàtues daurades. El mateix any que va tornar va ser enviat a Grècia com a comissionat junt amb Tit Quinti Flaminí.